# Hugues Dufourt
Hugues Dufourt (* 28. September 1943 in Lyon) ist ein französischer Komponist.

## Leben
Dufourt studierte am Konservatorium von Genf von 1961 bis 1968 Klavier bei Louis Hiltbrand und von 1965 bis 1970 Komposition und Elektroakustik bei Jacques Guyonnet. Daneben absolvierte er ein Philosophiestudium. Ab 1967 unterrichtete er an der Jean-Moulin-Universität. 1973 trat er als Forscher in das CNRS ein, das er von 1985 bis 2009 leitete. Mit Gérard Grisey, Tristan Murail und Michaël Levinas schloss er sich 1975 zur Komponistengruppe „L’Itinéraire“ zusammen. Ihrer Zusammenarbeit entsprang das Konzept der musique spectrale.
Mit Alain Bancquart und Tristan Murail gründete er 1977 das Collectif de Recherche Instrumentale et de Synthèse Sonore (CRISS). 1982 gründete er das Informations- und Dokumentationszentrum Recherche musicale (CID-RM), ein gemeinschaftliches Projekt des CNRS, der École Normale Supérieure und des IRCAM, das er bis 1995 leitete. Von 1989 bis 1999 leitete er die von ihm begründete Forschungsgruppe Musique et musicologie du xxe siècle. 2005 wurde er als Ritter der Ehrenlegion ausgezeichnet.

## Werke
- Brisants für Klavier und Ensemble  (1968)
- Erewhon für sechs Perkussionisten (1972–1976)
- La Tempête d’après Giorgione für Ensemble (1976–1977)
- Antiphysis für Flöte und Kammerorchester (1978)
- Saturne für 24 Musiker (1979)
- Surgir für Orchester (1980–1984)
- La mort de Procris für 12 gemischte Stimmen a cappella (1985)
- Hommage à Charles Nègre für sechs Musiker (1986)
- L’Heure des Traces für Kammerorchester (1986)
- Le Philosophe selon Rembrandt für Orchester (1992)
- Lucifer d’après Pollock für Orchester (1992–2000)
- Quatuor de Saxophones (1993)
- An Schwager Kronos für Klavier (1995)
- Dédale, Oper (1995)
- L'Espace aux Ombres für 16 Musiker (1996)
- La maison du Sourd für Flöte und Orchester (1996–1997)
- La Cité des saules für elektrische Gitarre (1997)
- Rastlose Liebe für Klavier (2000)
- La Gondole sur la lagune d'après Guardi für Orchester (2001)
- Les Chasseurs dans la neige d'après Bruegel für Orchester (2001)
- Le Cyprès blanc für Viola und großes Orchester (2003–2004)
- L'Origine du monde für Klavier und 14 Instrumente (2004)
- L'Afrique d'après Tiepolo für Klavier und Ensemble (2005)
- Soleil de proie für zwei Klaviere (2005)
- Erlkönig für Klavier (2006)
- Au plus haut faîte de l'instant für Oboe und Orchester (2006)
- Duel à coups de gourdin für Flöte (2008)
- La ligne gravissant la chute. Hommage à Chopin für Klavier solo (2008)
- Dawn Flight für Streichquartett (2008)
- L'Asie d'après Tiepolo für Ensemble (2009)
- Les Chardons d'après Van Gogh für Viola und Kammerorchester (2009)
- Uneasiness für Streichquartett (2010)
- Voyage par-delà les fleuves et les monts für Orchester (2010)
- L'Essence intime des choses für Mezzosopran und Klavier (2010)
- La Sieste du lettré für Flöte, Klavier und Vibraphon (2010)
- L'Europe d'après Tiepolo für Ensemble (2011)
- Vent d'automne für Klavier (2011)
- On the wings of the morning für Klavier und Orchester (2012)
- Burning Bright für sechs Perkussionisten (2014)
- These livid flames für Orgel (2014)
- Le Passage du Styx d'après Patinir für großes Orchester (2015)
- Ur-Geräusch für großes Orchester (2016)